# 北后寺泥塑大佛
24°43′35″N 121°42′32″E / 24.726407°N 121.709008°E
北后寺泥塑大佛，為位於臺灣宜蘭縣員山鄉尚德村的北后寺的泥塑佛像，列為宜蘭縣文化資產。

## 歷史

### 原位於礁溪鄉
約1959年左右，一位人稱「九指師父」的僧人，發願在今礁溪鄉忠孝路103巷23號的妙釋寺下方100多公尺處塑一尊泥塑大佛，遂委請臺北市延平北路廬山軒佛店的陳祿官製作。陳祿官又名「陳誠官」，通稱「樂觀師」，祖父陳清彪與父親陳元齡原在福州工作，到陳祿官才渡海來臺灣。
陳祿官以礁溪的綠竹為骨架，竹子之間以草繩綑綁紮緊，以粗的竹身作骨幹，細的部分則作為腿、手、臉部、耳朵，白石腳的埴土為填充材料，當埴土包覆到一個厚度時，披上一層麻布增加強度，經數日風乾後，再覆上一層土、一層麻布，如此反覆施作，直到泥塑大佛成形，再上漆、彩繪、安金，花了約2年時間製作，1964年或1965年完成。該佛像連同底座蓮花台高5公尺、寬3.3公尺，總重11噸。九指師父在大佛完工不久也離開妙釋寺，不知所終。
佛像原供奉在九指師父等人所建造的圓塔內。以泥土塑成的佛像常因維護不易，像是妙釋寺中曾有三尊約120～150公分的泥塑佛像就風化崩解。2006年，礁溪鄉進行健康休閒專用區自辦市地重劃，該大佛所座落的地點恰位於重劃區內，卻不符重劃後該地使用內容，必須搬遷。妙釋寺本身地狹，無適當的地點供此佛像搬遷，信眾遂在佛前擲筊，求問是否同意搬遷至「圓山」（指礁溪的圓山公園），結果三筊皆同意。但是相關單位卻不同意，因無法在公園內設置神像。

### 遷移至員山鄉

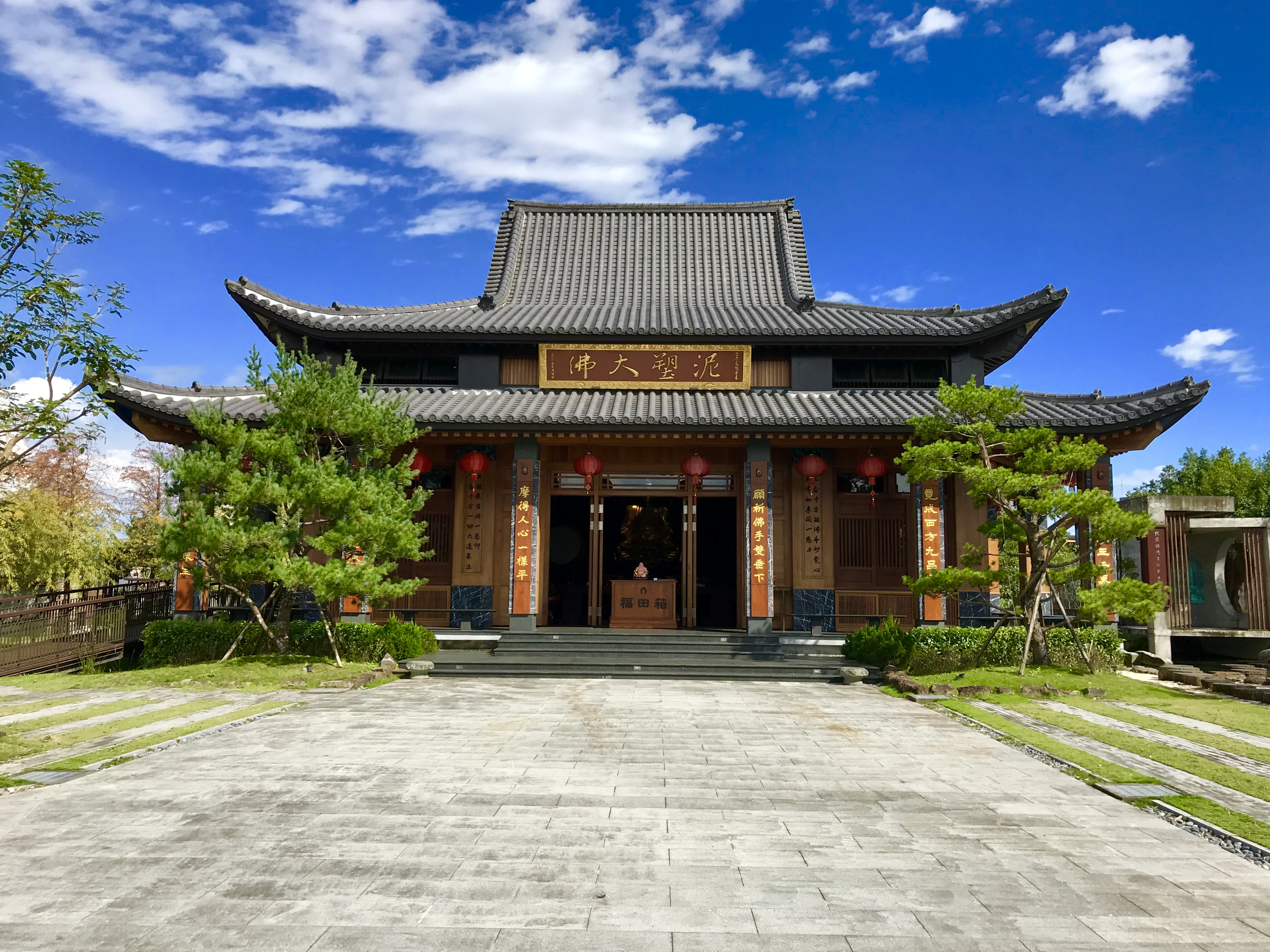
北后寺大殿

後來全民念佛會會長的黃智彥會同總幹事林枝旺前往探查後，徵得當時北后寺住持覺嚴法師發心同意，由重劃會協助辦理大佛遷移安置至北后寺供奉。北后寺原名「北后宮」，創建於1985年，原主祀媽祖，後來轉而供奉觀世音菩薩而改名，開山住持為釋覺嚴。寺址為員山鄉尚德村八甲路4號。林枝旺完成搬遷工作後，於2007年於礁溪開成寺剃度出家，法號「演一法師」，任北后寺住持。
泥塑大佛在2006年遷至北后寺特別搭建的鋼構小屋內後，因鋼製佛堂冷熱溫差過大，極不利古物保存，信徒發現開始出現裂痕。2012年6月22日，此佛像列為宜蘭古物類文化資產。同年8月4日為建立供奉此佛像的大殿舉行動土典禮，次年同月同日於新殿安座。2014年5月7日，因需整重貼金箔費用，多名信眾昨到北后寺捐贈金飾，如文史工作者陳榮楷就捐贈丈人方財源七點六錢重的三面金牌、礁溪人李日福捐贈過去參加三皇宮落成建醮時親友贈送一兩重的金牌。
礁溪鄉居民心中認為大佛是用當地的泥土與竹子築成的，對其有地方情感，因此有些長者經常前來北后寺頂禮膜拜。